# Oblast Orjol
Koordinaten: 52° 48′ N, 36° 25′ O
Die Oblast Orjol (russisch Орловская область/ Orlowskaja oblast) ist eine Oblast im südwestlichen Russland.

## Geografie

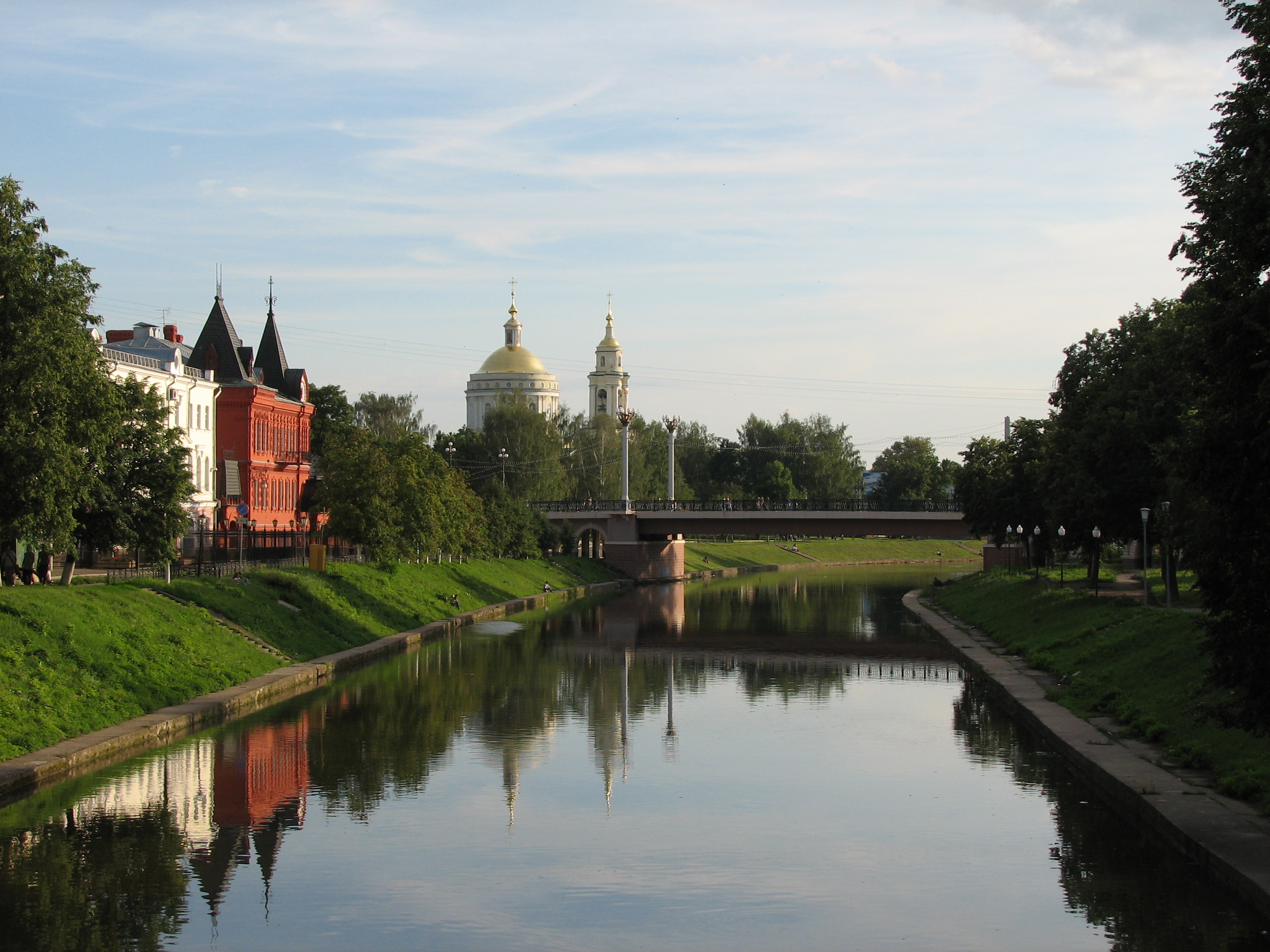
Blick auf den Fluss Orlik in Orjol

Sie liegt im südwestlichen Teil des Föderationskreises Zentralrussland. Im Norden grenzt sie an die Oblaste Kaluga und Tula, im Westen an die Oblast Brjansk, im Süden an die Oblast Kursk und im Osten an die Oblast Lipezk.
Die Ausdehnung beträgt von Norden nach Süden 150 km, von Westen nach Osten 200 km. Die Oblast Orjol ist eines der kleinsten Gebiete innerhalb Russlands. Die kleine Oblast liegt in der Osteuropäischen Ebene, Hauptfluss ist die Oka, ein Nebenfluss der Wolga. Das Klima ist mit durchschnittlichen Wintertemperaturen von −8 bis −10 Grad Celsius im Januar und etwa +18 bis +19 Grad Celsius im Juni gemäßigt kontinental.
Fruchtbare Schwarzerdeböden prägen das Gebiet, so dass die Landwirtschaft eine zentrale Rolle einnimmt. Dementsprechend dominiert auch die lebensmittelverarbeitende Industrie die Wirtschaft.

## Geschichte
Die ersten Städte in der Region, Mzensk, Liwny und Nowosil, wurden schon im 12. Jahrhundert, Orjol jedoch erst 1566 gegründet. Vom 11. bis ins 14. Jahrhundert gehörte das Gebiet zum Fürstentum Tschernigow und dessen Nachfolgestaat, dem Fürstentum Brjansk. Seit dem Mongoleneinfall war es den Mongolen tributpflichtig. Dies änderte sich schlagartig nach der Schlacht am Irpen im Jahr 1321. Es geriet trotz nomineller Herrschaft der Mongolen in den Einflussbereich des Großfürstentums Litauen. Im Gegensatz zu anderen Gebieten fiel es damals nicht unter die direkte Herrschaft Litauens. Es dauerte bis ins Jahr 1427, bis das damals Fürstentum Werchowsk genannte Gebiet unter die Regentschaft des Großfürstentums Litauen kam. Nach dem Russisch-Litauischen Krieg von 1500 bis 1503 geriet die Region unter die Herrschaft des Großfürstentums Moskau. Seither ist es fester Bestandteil Russlands.

## Bevölkerung
Bei den letzten russischen Volkszählungen in den Jahren 2002 und 2010 gab es eine Bevölkerungszahl von 860.262 respektive 786.935 Bewohnern. Somit sank die Einwohnerzahl in diesen acht Jahren um 73.327 Personen (−8,52 %). In Städten wohnten 2010 518.698 Menschen. Dies entspricht 65,91 % der Bevölkerung (in Russland 73 %). Bis zum 1. Januar 2014 sank die Einwohnerschaft weiter auf 769.980 Menschen. Die Verteilung der verschiedenen Volksgruppen sah folgendermaßen aus:
| Nationalität    | VZ 1989 | Prozent | VZ 2002 | Prozent | VZ 2010 | Prozent |
| --------------- | ------- | ------- | ------- | ------- | ------- | ------- |
| Russen          | 861.901 | 96,95   | 820.024 | 95,32   | 739.019 | 93,91   |
| Ukrainer        | 11.512  | 1,29    | 11.212  | 1,30    | 7.917   | 1,01    |
| Armenier        | 813     | 0,09    | 3.507   | 0,41    | 3.916   | 0,50    |
| Aserbaidschaner | 1.510   | 0,17    | 2.125   | 0,25    | 2.182   | 0,28    |
| Weißrussen      | 2.950   | 0,33    | 2.438   | 0,28    | 1.717   | 0,22    |
| Kurden          | 20      | 0,00    | 740     | 0,09    | 1.353   | 0,17    |
| Zigane          | 895     | 0,10    | 989     | 0,11    | 1.309   | 0,17    |
| Tataren         | 793     | 0,09    | 1.417   | 0,16    | 1.239   | 0,16    |
| Tschetschenen   | 1.020   | 0,11    | 1.630   | 0,19    | 1.075   | 0,14    |
| Moldawier       | 601     | 0,07    | 902     | 0,10    | 875     | 0,11    |
| Deutsche        | 411     | 0,05    | 888     | 0,10    | 662     | 0,08    |
| Juden           | 946     | 0,11    | 568     | 0,07    | 366     | 0,05    |
| Einwohner       | 889.056 | 100,00  | 860.262 | 100,00  | 786.935 | 100,00  |

Anmerkung: die Anteile beziehen sich auf Gesamtzahl der Einwohner. Also mitsamt dem Personenkreis, der keine Angaben zu seiner ethnischen Zugehörigkeit gemacht hat (2002 6.052 resp. 2010 17.468 Personen)
Die Bevölkerung des Gebiets besteht – abgesehen von einer schrumpfenden ukrainischen Minderheit – fast gänzlich aus Russen. Aus dem Transkaukasus, Nordkaukasus, Anatolien und Zentralasien sind seit dem Ende der Sowjetunion Tausende Menschen zugewandert. Nebst den oben aufgeführten Nationalitäten auch viele Türken (1989: 4; 2010: 769 Personen), Usbeken (1989: 277; 2010: 571), Tadschiken (1989: 97; 2010: 448) und Jesiden (1989: keine; 2010: 396).

## Verwaltungsgliederung und Städte
Die Oblast Orjol gliedert sich in 24 Rajons sowie drei Stadtkreise, die vom Verwaltungszentrum der Oblast, der einzigen Großstadt Orjol, und den nächstgrößeren Städten Liwny und Mzensk gebildet werden. Insgesamt gibt es in der Oblast sieben Städte und 13 Siedlungen städtischen Typs.

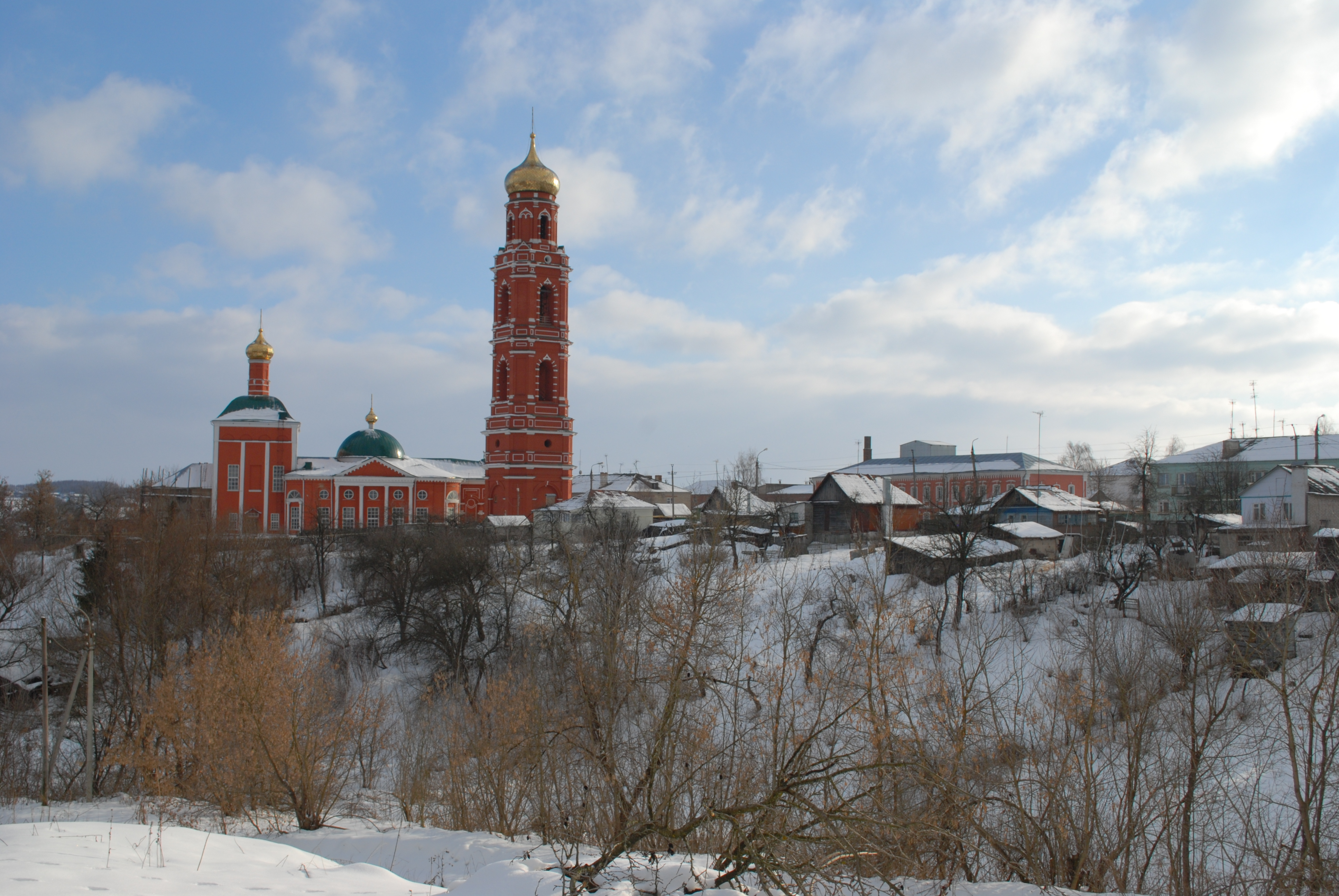
Die Stadt Bolchow im Winter

| Stadt/Städt. Siedlung* | Russisch | Einwohner (14. Oktober 2010) |
| ---------------------- | -------- | ---------------------------- |
| Orjol                  | Орёл     | 317.747                      |
| Liwny                  | Ливны    | 50.343                       |
| Mzensk                 | Мценск   | 43.222                       |
| Snamenka*              | Знаменка | 12.002                       |
| Bolchow                | Болхов   | 11.421                       |